# Duck Hill
Duck Hill es un pueblo del Condado de Montgomery, Misisipi, Estados Unidos. Según el censo de 2000 tenía una población de 746 habitantes.

## Demografía
Según el censo de 2000, había 746 personas, 307 hogares y 201 familias residiendo en la localidad. La densidad de población era de 279,6 hab./km². Había 331 viviendas con una densidad media de 124,1 viviendas/km². El 36,06% de los habitantes eran blancos, el 63,27% afroamericanos y el 0,67% pertenecía a dos o más razas. El 0,80% de la población eran hispanos o latinos de cualquier raza.
Según el censo, de los 307 hogares en el 36,8% había menores de 18 años, el 44,3% pertenecía a parejas casadas, el 16,6% tenía a una mujer como cabeza de familia, y el 34,5% no eran familias. El 33,2% de los hogares estaba compuesto por un único individuo, y el 16,9% pertenecía a alguien mayor de 65 años viviendo solo. El tamaño promedio de los hogares era de 2,43 personas, y el de las familias de 3,11.
La población estaba distribuida en un 30,3% de habitantes menores de 18 años, un 7,0% entre 18 y 24 años, un 26,5% de 25 a 44, un 20,4% de 45 a 64, y un 15,8% de 65 años o mayores. La media de edad era 34 años. Por cada 100 mujeres había 81,5 hombres. Por cada 100 mujeres de 18 años o más, había 69,9 hombres.
Los ingresos medios por hogar en la localidad eran de 24.118 dólares ($), y los ingresos medios por familia eran 29.375 $. Los hombres tenían unos ingresos medios de 26.731 $ frente a los 17.639 $ para las mujeres. La renta per cápita para la ciudad era de 11.550 $. El 21,4% de la población y el 18,9% de las familias estaban por debajo del umbral de pobreza. El 21,3% de los menores de 18 años y el 32,6% de los habitantes de 65 años o más vivían por debajo del umbral de pobreza.

## Geografía
Según la Oficina del Censo de los Estados Unidos, la localidad tiene un área total de 2,7 km², todos ellos correspondientes a tierra firme.